# 周光镐
周光镐（1536年—1616年），字国雍，號耿西，又号止庵，广东潮阳县峡山（今潮南区峡山街道桃溪村）人。明朝官員。

## 生平
明嘉靖四十三年（1564年）甲子科廣東乡试第六十名举人，隆庆五年（1571年）中辛未科会试第七十五名，三甲第十九名进士，大理寺觀政，授宁波府推官，署理象山县等三县。万历三年（1575年）行取南京户部主事，六年调南京吏部，九年迁吏部郎中，出守顺庆府，十四年（1586年）升四川按察司副使，平乱夷族诸酋后，十七年升四川右参政兼佥事。万历二十年宁夏卫原副总兵哱拜告变，升任陕西按察使，移驻临巩。平乱之后，次年晋升右佥都御史巡抚宁夏。二十三年升任大理寺卿，次年回籍听勘，之后以老乞休。筑明农草堂于峡山之先墓侧读书著述。。

## 著作
著有《左传节文注略》《韩子选抄》、《武经考注》、《兵政集训》等。但已佚。存《明农山堂集》49卷及《周氏宗乘》。

## 家族
曾祖周毅然。祖父周直方。父亲周孚先，正德十四年己卯科舉人、贡士。母杨氏。永感下。兄光德，监生；光陽，监生；光訓；光命。弟光偉。
周光鎬乃周氏濂溪公（湖南省道县周惇頤）之後，稱十一世祖。又作書表、族號二十世。書表自十三世，多士敬宏毓、英資衍芳緒、勤修昭厚德、翊贊耀明良。一九八七年丁卯年十二月初八日重修晉祠續序。書表自三十三世，華漢正維揚、聚秀兆澤長、思齊頌禮樂、榮顯紀益昌。。族內稱呼作都爺公。
配莊氏、黃氏、鄭氏、黃氏、陳氏。生六子。篤畯，字伯耕，號蕭耿，配翁氏、陳氏。篤畀，字仲迪，號簡庭，配林氏、黃氏。篤疇，字淵易，號寅九，配黃氏。篤藩，早逝。篤甸，字季伏，號畇南，配陳氏。篤魯，無嗣。。

## 紀念
今有周光鎬紀念館，位於廣東省汕頭市潮南區峽山鎮，在國道G324北側恩波路。
。